# Alonso Bazalar
Juan Carlos Alonso Bazalar Aróstegui (Lima, 19 de marzo de 1990) es un futbolista peruano. Juega de centrocampista y actualmente está sin equipo. Fue uno de los principales jugadores del equipo peruano que participó en la Copa Mundial de Fútbol Sub-17 de 2007. Tiene 35 años.

## Biografía
Carlos Alonso es hijo del  reconocido Juan Carlos Bazalar, futbolista peruano que jugó en equipos como Alianza Lima, Universitario, Sport Boys y el Cienciano campeón de la Copa y Recopa Sudamericana; y su madre es la exjugadora de voleibol Cecilia Aróstegui Hirano, tercera en el mundo en un campeonato juvenil en la década de los 80.

## Trayectoria
Después de su participación en la Copa del Mundo Sub-17 2007 en Corea del Sur, viaja a Europa dónde pasa pruebas en clubes de Grecia, Escocia e Inglaterra. Sin embargo no llegó a concretar su pase y terminó fichando por Alianza Lima.
Su debut en un equipo mayor ocurrió en Pucallpa con la camiseta de Alianza Lima jugando un partido amistoso contra la Universidad Nacional de Ucayali en el 2007.
Sin embargo, su debut oficial ocurrió el 25 de mayo en la ciudad del Cusco contra el Juan Aurich de Chiclayo, siendo el marcador de 3-2 a favor de Cienciano. Este partido fue histórico, ya que no solo fue su debut, sino que también por primera vez en el mundo jugaron padre e hijo en una misma cancha de fútbol. Juan Carlos y Alonso recibieron homenajes por parte de la FIFA por este hecho inédito en el fútbol mundial[cita requerida].
Con la Universidad César Vallejo jugó la Copa Sudamericana 2010 y Copa Sudamericana 2011. Al siguiente ficha por Los Caimanes club con el cual casi asciende a la Primera División pero sin embargo fue uno de los mejores jugadores. En el 2013 desciende de categoría con el Pacífico FC.
En el 2014 fue elegido como uno de los mejores mediocampistas defensivos junto a Armando Alfageme en la Segunda División Peruana.
En 2015 descendió con Sport Loreto. En el 2016 hizo una buena temporada con el Carlos A. Mannucci club con el cual casi asciende perdiendo aquella posibilidad en las últimas fechas. Al siguiente año se le anuncia como refuerzo del Juan Aurich de Chiclayo para jugar la Copa Conmebol Sudamericana 2017 y el Campeonato Descentralizado 2017.

## Selección nacional
Ha sido internacional con la Selección de fútbol del Perú en las categorías sub-15 y sub-17. Participó en el Campeonato Sudamericano Sub-15 de 2005 de Bolivia y en el Campeonato Sudamericano Sub-17 de 2007 realizado en Ecuador, pero no fue titular en el equipo dirigido por Juan José Oré. El equipo clasificó a la Copa Mundial de Fútbol Sub-17 de 2007 disputada en Corea del Sur. En tierras asiáticas, el equipo peruano llegó hasta la fase de cuartos de final. Bazalar destacó al convertirse en el goleador del equipo al marcar dos tantos a lo largo del torneo.
Bazalar fue elegido dentro de los 24 mejores jugadores del mundo en dicho mundial. Y también entre los 4 mejores del equipo peruano. Más allá de los 2 goles que marcó, destacó por el sorprendente quite de balón en el campo asumiendo el rol de recuperador y cumplió con el porcentaje de 15 a 20 recuperaciones por cada partido mundialista.

### Participaciones en la Copa del Mundo
| Torneo                                | Sede          | Resultado        | PJ | Goles |
| ------------------------------------- | ------------- | ---------------- | -- | ----- |
| Copa Mundial de Fútbol Sub-17 de 2007 | Corea del Sur | Cuartos de final | 5  | 2     |

## Clubes
| Equipo                    | País | Temporada   |
| ------------------------- | ---- | ----------- |
| Cienciano                 | Perú | 2008        |
| Universidad César Vallejo | Perú | 2009 - 2011 |
| Los Caimanes              | Perú | 2012        |
| Pacífico FC               | Perú | 2013        |
| Sport Huancayo            | Perú | 2014        |
| Carlos A. Mannucci        | Perú | 2014        |
| Sport Loreto              | Perú | 2015        |
| Carlos A. Mannucci        | Perú | 2016        |
| Juan Aurich               | Perú | 2017        |
| Deportivo El Inca         | Perú | 2018        |
| Deportivo Garcilaso       | Perú | 2019        |

## Palmarés

### Campeonatos nacionales
| Título                        | Club                      | País | Año  |
| ----------------------------- | ------------------------- | ---- | ---- |
| Torneo de Promoción y Reserva | Universidad César Vallejo | Perú | 2010 |